# Sh2-163
Sh2-163 è una nebulosa a emissione visibile nella costellazione di Cassiopea.
La nube è situata nella parte più occidentale della costellazione, sul confine con Cefeo, circa 0,5° a nordest della nebulosa NGC 7635 e circa 1° a ovest dell'ammasso aperto M52. Essendo piuttosto debole, non è facilmente osservabile otticamente, pertanto né un binocolo né un telescopio amatoriale sono in grado di mostrarla; può essere ripresa nelle fotografie a lunga posa, in cui appare come una piccola nebulosità diffusa. Il periodo più propizio per la sua osservazione nel cielo serale è nei mesi compresi fra ottobre e dicembre. La declinazione fortemente settentrionale fa sì che dall'emisfero australe la sua visibilità sia limitata alle sole latitudini tropicali e subtropicali.
Si tratta di una regione H II in una fase molto avanzata della sua evoluzione; nella banda della luce visibile si presenta come una nebulosa con una bassa luminosità superficiale, circondata, specie sul lato nordoccidentale, da una banda di polveri oscure. Una delle stelle responsabili della ionizzazione dei gas della nebulosa potrebbe essere LSI+60°8, una stella massiccia di classe spettrale O9.5, situata all'esterno della nube stessa; le stelle più calde della regione H II e responsabili della sua ionizzazione si troverebbero tuttavia completamente avvolte nei gas. La distanza della nube, pari a 3839 parsec (circa 12500 anni luce) indica che si trova nella parte esterna del Braccio di Perseo, nella stessa regione dell'associazione OB Cassiopeia OB2 e di Sh2-157.